# Воватоса (Висконсин)
Воватоса (Висконсин) (енгл. Wauwatosa) град је у америчкој савезној држави Висконсин.

## Демографија
По попису из 2010. године број становника је 46.396, што је 875 (-1,9%) становника мање него 2000. године.
| Група             | 2000.          | 2010.          |
| Белци             | 43.935 (92,9%) | 40.585 (87,5%) |
| Афроамериканци    | 965 (2,0%)     | 2.070 (4,5%)   |
| Азијати           | 918 (1,9%)     | 1.289 (2,8%)   |
| Хиспаноамериканци | 813 (1,7%)     | 1.450 (3,1%)   |
| Укупно            | 47.271         | 46.396         |